# Ignatz Lieben
Ignatz Leopold Lieben (* 28. Februar 1805 in Prag; † 12. März 1862 in Wien) war ein österreichischer Kaufmann, Großhändler und einflussreicher Bankier. Auf sein Testament geht der als „österreichischer Nobelpreis“ bezeichnete Lieben-Preis zurück.

## Familie

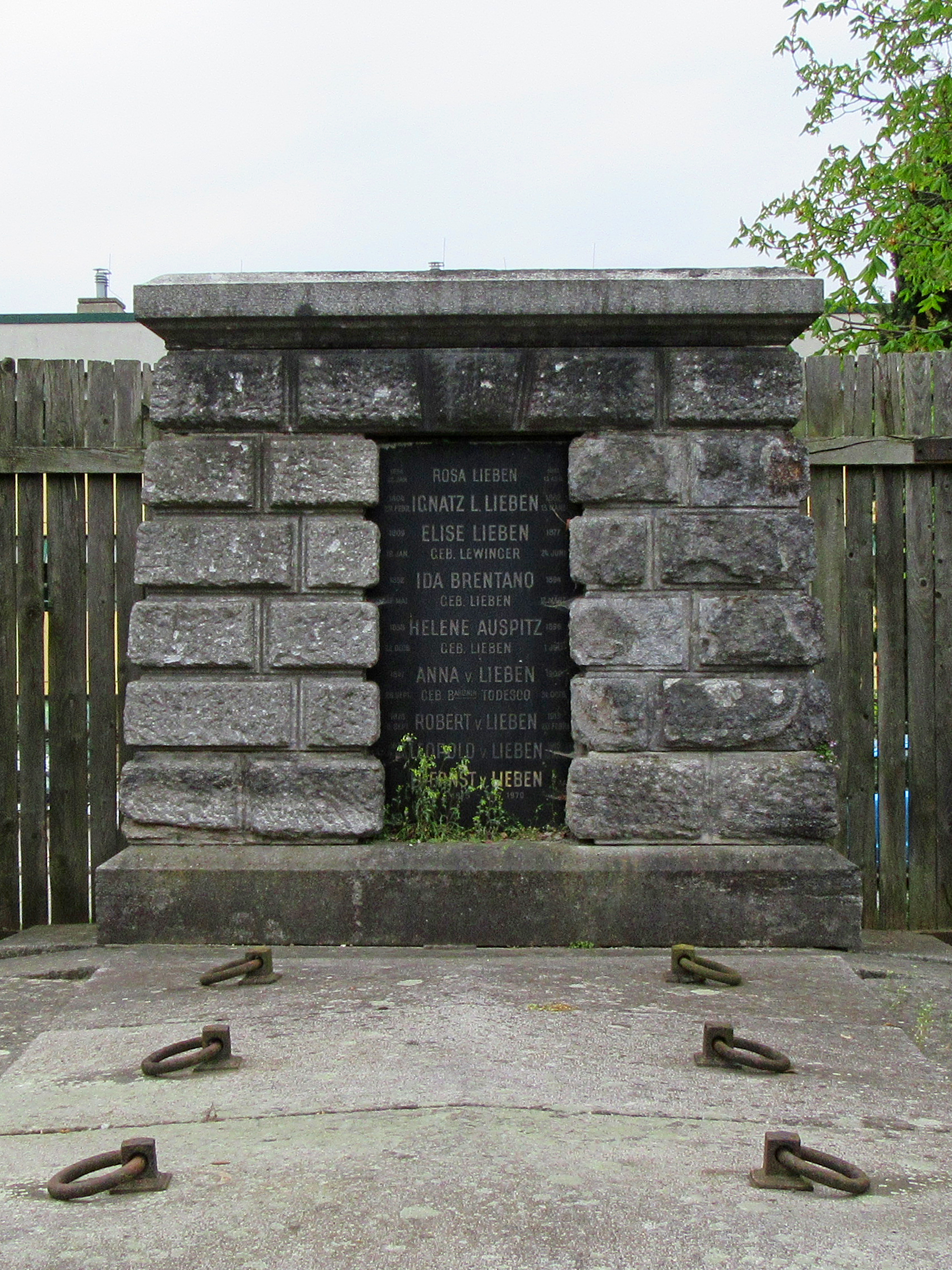
Grab von Ignatz Lieben auf dem Döblinger Friedhof

Ignatz Lieben war verheiratet mit Elise Lewinger (* 15. Februar 1807 Wien; † 24. Juni 1867 in Weikersdorf, heute Stadtteil von Baden), einer Tochter des Samuel Lewinger und der Judit Wertheimer, beide aus Bankier- und Kaufmannsfamilien. Das Ehepaar hatte nachstehende Kinder:
- Rosa Lieben (1834–1851), starb bereits mit 17 Jahren in Ischl an Lungenlähmung.

- Leopold von Lieben (1835–1915), Präsident der Wiener Börsenkammer, wurde 1877 in den Adelsstand erhoben. Er war verheiratet mit Anna Todesco aus der vermögenden Familie der Freiherren von Todesco. Ihr Sohn Robert von Lieben (5. September 1878 Wien bis 20. Februar 1913 Wien) elektrifizierte als 11-Jähriger das Familienpalais Todesco-Lieben in Wien und war an der Entwicklung der Radioröhre beteiligt. Er heiratete die Burgschauspielerin Anny Schindler aus Weikersdorf, die 1948 in London verstarb. Er selbst wurde nur 34 Jahre alt.

- Adolf Lieben (1836–1914), Dr. phil., Chemiker, Universitätsprofessor. Eine Universitätslaufbahn war ihm in Österreich zunächst verschlossen. So wurde er 1867 in Prag zum Professor und erst später Leiter des II. Chemischen Institutes der Universität Wien. Er heiratete Mathilde Freiin Schey von Koromla. Der gemeinsame Sohn Heinrich (1894–1945) wurde im KZ Buchenwald ermordet.

- Helene Lieben (1838–1894), heiratete den Großindustriellen, Reichsrat- und Landtagsabgeordneten Rudolf Auspitz (1837–1906). Wegen einer Geisteskrankheit wurde Helene später in das Sanatorium Préfargier im Schweizer Kanton Neuenburg abgeschoben. Ihre Ehe wurde am 28. März 1890 aufgelöst. Rudolfs Mutter war eine geborene Lewinger. Die gemeinsame Tochter Josefine (1873–1943) wurde am 20. Januar 1943 im KZ Theresienstadt ermordet. Rudolf war zusammen mit seinem Schwager Richard Lieben ein anerkannter Nationalökonom und schrieb ein Standardwerk über die Preistheorie.

- Richard Lieben (1842–1919), Bankier, Vizepräsident der Creditanstalt, heiratete Josefine von Boschau. Er war zusammen mit seinem Schwager Rudolf Auspitz ein hochanerkannter Nationalökonom und schrieb ein Standardwerk über die Preistheorie.

- Ida Lieben (1852–1894), verheiratet mit dem Philosophen und ehemaligen Priester Franz Brentano. Sie starb an einer Nierenentzündung nach einer Diphtherie.

## Lieben-Preis
In seinem Testament verfügte Ignatz Lieben, dass alle drei Jahre 10.000 Gulden „für das allgemeine Beste“ verwendet werden sollte. Von 1865 bis 1937 wurde der als „österreichischer Nobelpreis“ hoch angesehene Lieben-Preis vergeben. Mehrfach wurde das Stiftungsvermögen von Mitgliedern der Familie Lieben erhöht. 
In der Zeit des Nationalsozialismus wurde auch die Familie Lieben vertrieben und einzelne Angehörige der Familie wurden ermordet.
Dank der privaten Förderer Alfred Bader und dessen Ehefrau Isabel wird seit November 2004 der Ignatz-Lieben-Preis wieder an junge Forscher vergeben.